# Riazan
Riazan (en rus Рязань) és una ciutat del Districte Federal Central de Rússia, el centre administratiu de l'óblast de Riazan. Està situat a la vora del riu Okà 196 km al sud-est de Moscou. La població segons el cens rús de 2002 és de: 521,560. Riazan està agermanat amb Münster i Lòvetx. La base estratègica de bombarders de Diàguilevo es troba a l'oest de la ciutat, i la base abandonada d'Aleksàndrovo es troba al sud-est en el petit aeroport de Turlàtovo.

## Història

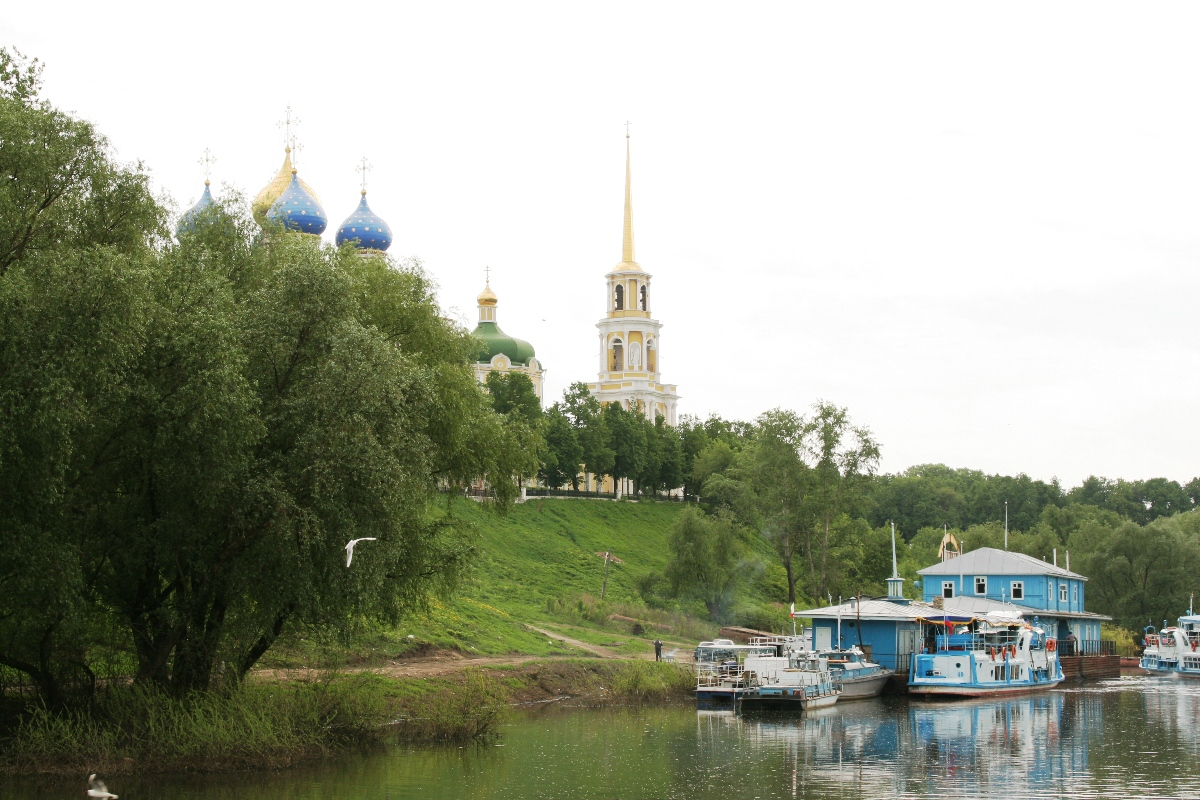
Kremlin de Riazan

Es diu que el kremlin de Riazan va ser fundat el 1095 per habitants eslaus,com un primer pas en la migració d'aquesta ètnia en el territori primerament poblat per finesos. Inicialment aquesta fortalesa es va construir de fusta i gradualment es va millorar amb pedra. La part més antiga actualment conservada és del segle xv.
Així i tot, la ciutat no és anomenada fins al 1301, coneguda com a Pereslavl-Riazanski. En aquesta època era part del Principat de Riazan, independent des del 1129. El primer governant de Riazan se suposa que va ser Iaroslav Sviatoslàvitx, príncep de Txernígov, i més tard príncep de Múrom-Riazan.
Aquesta regió, situada en el límit de l'estepa i el bosc, va patir diverses invasions del sud: els khàzars, els petxenegs i els cumans. L'antiga capital del principat, Riazan, va ser la primera ciutat russa que van trobar els mongols de Batu Khan. El 21 de desembre de 1237, la ciutat va ser devastada i mai no va poder recuperar-se. Aquesta part va ser anomenada Stàraia Riazan (la vella Riazan), a més de 50 km de l'actual Riazan.
El 1380 va prendre part en la batalla de Kulikovo, un esdeveniment clau a la història russa. El Gran Príncep Oleg de Riazan i els seus homes van lluitar com aliats del Mamai, un comandant tàtars de l'Horda d'Or, contra les tropes russes comandades pel Gran Príncep de Vladímir, Dmitri Ivànovitx de Moscou. Els Prínceps de Riazan van traslladar la capital a Pereslavl, que va ser coneguda com a Riazan des del segle xvi. El principat va ser incorporat finalment a Moscou el 1483.

## Riazan actual
Riazan és una ciutat que està transformant-se ràpidament, especialment a les àrees al voltant dels carrers de Novosiólov i Moskóvskoie Xossè. Grans magatzems han començat a aparèixer a la ciutat, i s'ha edificat una nova pista de patinatge de gel. La ciutat és el centre de l'acadèmia de les Tropes Aerotransportades.
Degut a la seva proximitat a Moscou (a tres hores en tren) la part moderna de Riazan té una vida nocturna bulliciosa.

## Divisions Administratives
La ciutat de Riazan està dividida en quatre regions administratives: Moskovski, Oktiabrski, Sovietski i Jeleznodorojni.

## Atraccions de Riazan
- Kremlin de Riazan
- Museu de Pàvlov
- Museu d'Arquitectura
- Museu d'art
- Teatre dramàtic
- Teatre de titelles
- Circ
- Parc Pianili

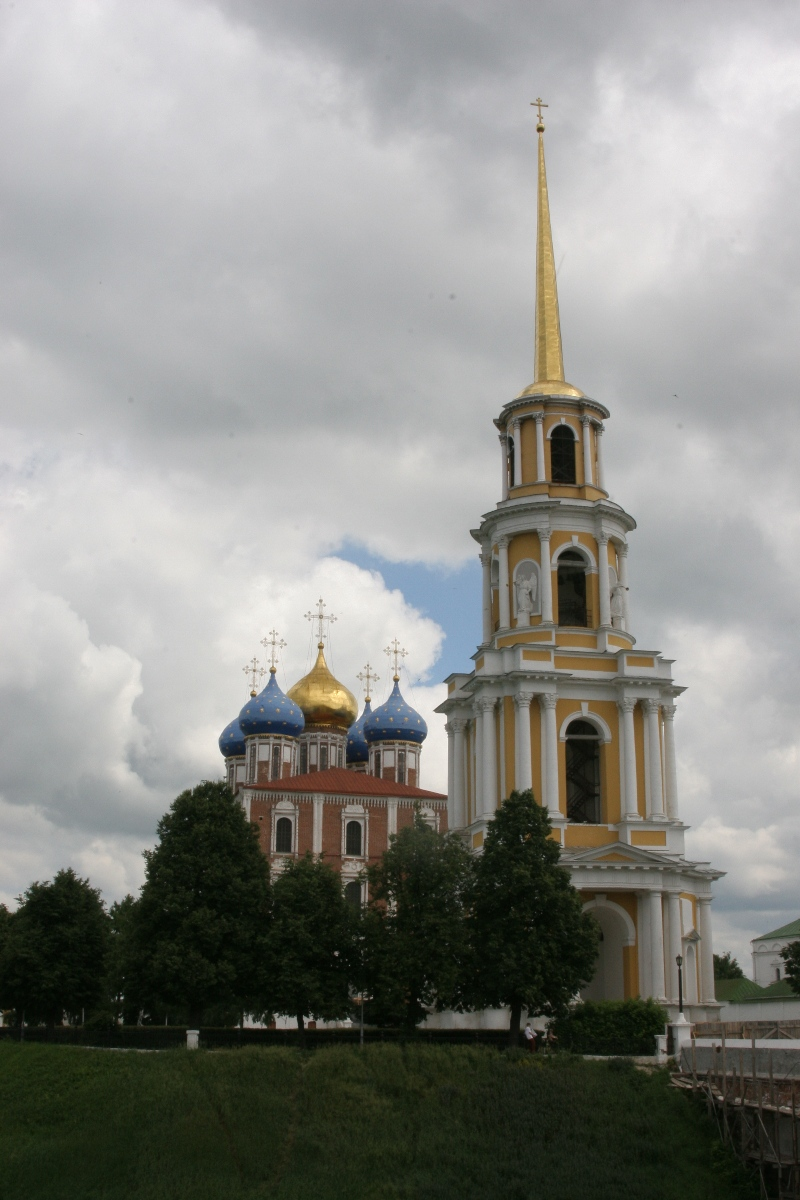
Catedral Uspenski
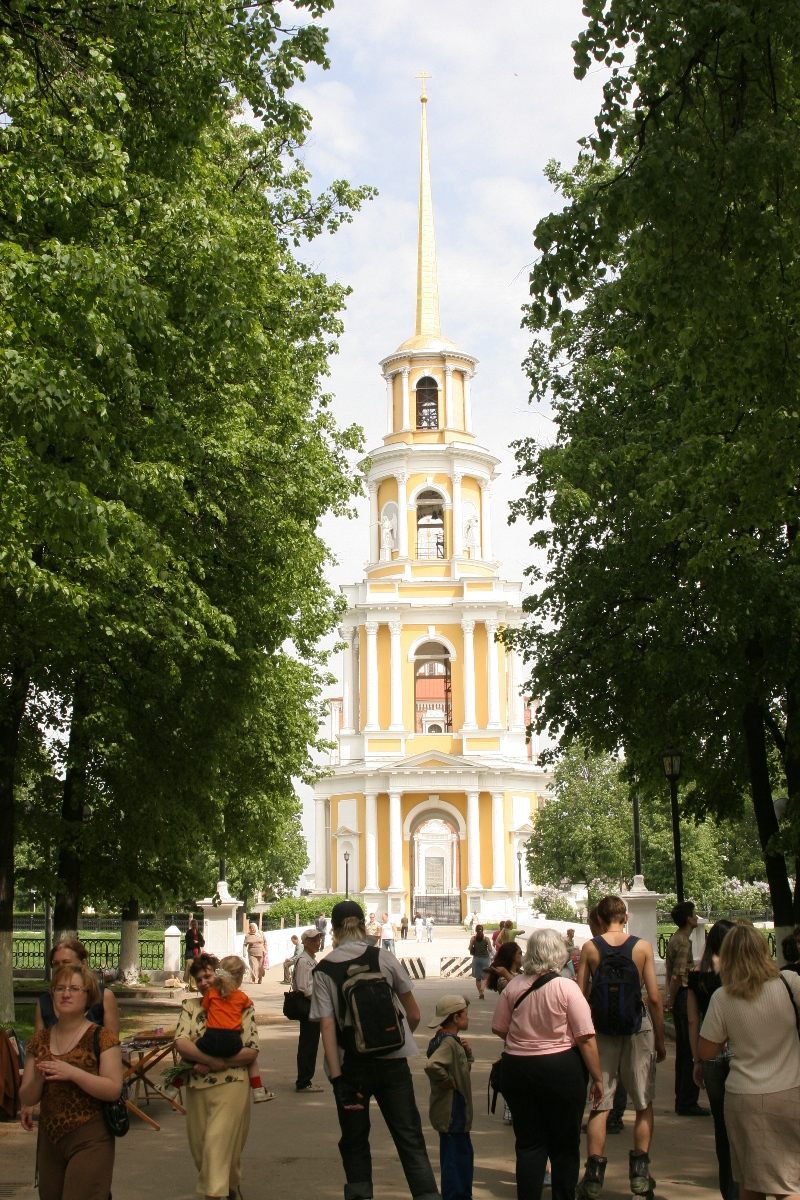
Campanar de Riazan

## Habitants destacats
- Ivan Petróvitx Pàvlov, el famós psicòleg i fundador del condicionament clàssic
- Konstantín Eduàrdovitx Tsiolkovski, un dels inventors del coet espacial
- Serguei Iessenin, poeta
- Andrei Màrkov, matemàtic
- Dmitri Andreikin, Gran Mestre d'escacs